# 19127 Olegefremov
19127 Olegefremov (1987 QH10) là một tiểu hành tinh bay qua Sao Hỏa được phát hiện ngày 26 tháng 8 năm 1987 bởi L. G. Karachkina ở Đài vật lý thiên văn Crimean.